# Environnement nocturne
L'expression « environnement nocturne » est une commodité utilisée depuis les années 1990 pour décrire la partie de l'environnement (au sens interactions espèces-milieux) qui dépend fonctionnellement de la nuit (c’est-à-dire de l'absence de lumière solaire ou artificielle)

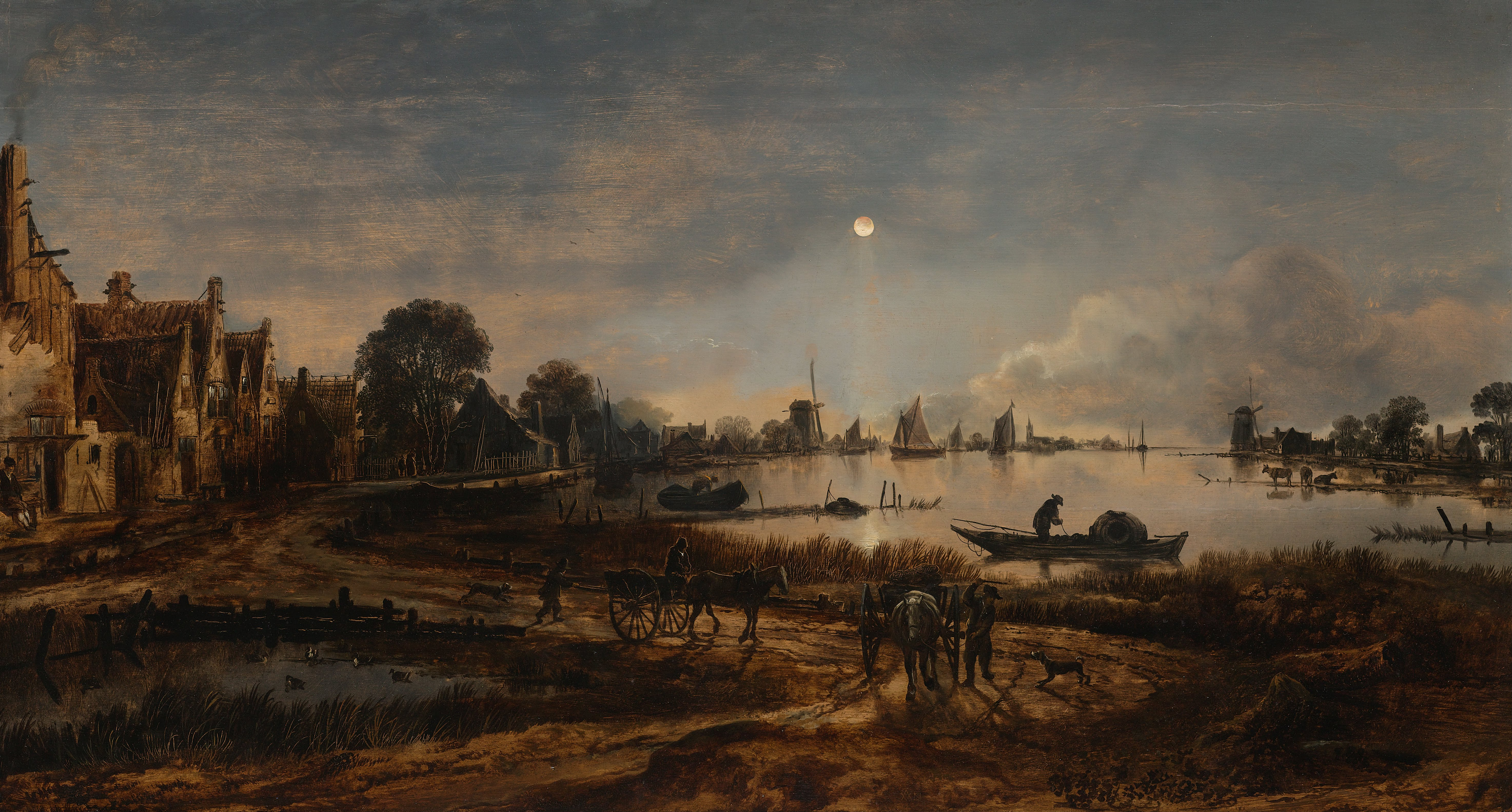
Durant plusieurs millénaires, c'est sous la pleine lune ou avec des torches ou de modestes lanternes qu'on se déplaçait la nuit. C'est avec le gaz puis l'électricité que l'éclairage nocturne permanent s'est développé, non sans impacts sur l'environnement nocturne.

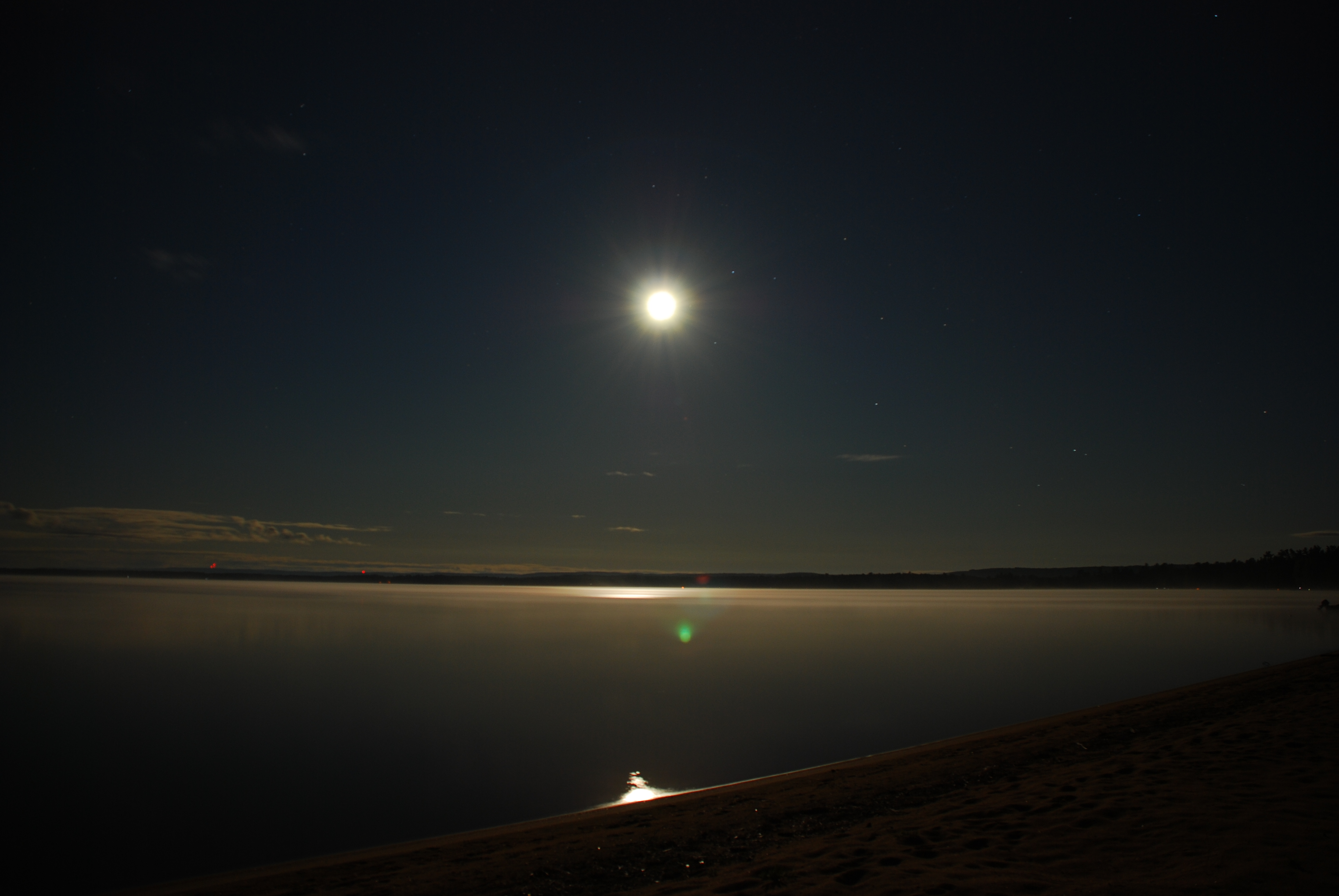
La lumière de la lune influe sur certains processus vivants.

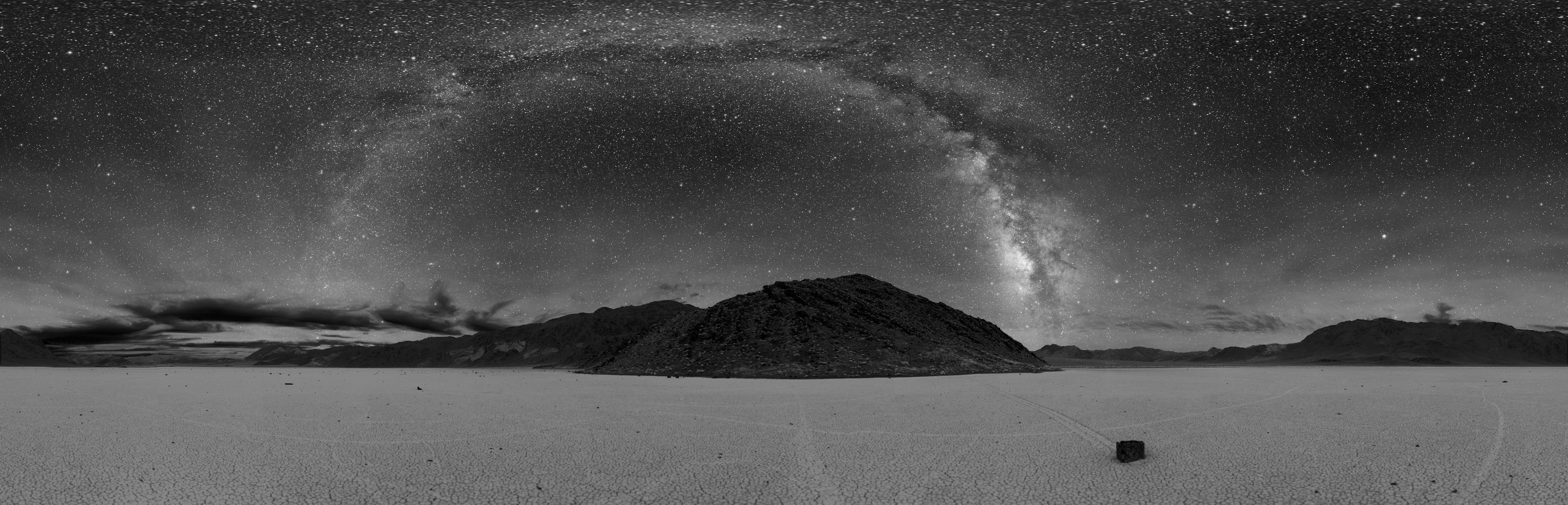
Il faut aujourd'hui s'éloigner en montagne, loin des villes, ou dans les déserts pour bien distinguer la Voie lactée ; ici dans la vallée de la Mort aux États-Unis (vue panoramique).

- soit s'agissant de systèmes écologiques incluant des espèces exclusivement nocturnes, c’est-à-dire pour lesquelles la présence de lumière artificielle, voire la simple lumière de la pleine lune, peut inhiber ou bloquer toute activité ;
- soit s'agissant de systèmes écologiques affectés par la lumière artificielle (qui perturbe par l'éblouissement, des relations d'attirance ou de répulsion, et/ou par la production de mélatonine chez de nombreuses espèces animales, et par là affecte les dates et phénomènes de reproduction, mues, migration, alimentation, hibernation, estivation, orientation, etc.

L'environnement nocturne est maintenant considéré comme une ressource naturelle importante voire vitale pour de nombreuses espèces (par exemple, il y a beaucoup plus de papillons nocturnes que diurnes). 
C'est pourtant un domaine environnemental peu étudiée, probablement car plus discret à nos yeux, et demandant des moyens particuliers (en plus de devoir travailler la nuit). 
C'est une dimension importante de la naturalité et de ce que les nord-américains nomment la Wilderness, qu'on commence à prendre en compte dans le domaine de la protection de la nature, et notamment en France via la trame verte et bleue (la loi Grenelle qui institue cette trame comme cadre de « cohérence écologique » de l'aménagement du territoire comprenant des éléments visant à lutter contre la pollution lumineuse, qui est le principal facteur de dégradation de l'environnement nocturne).
L'aube et le crépuscule sont des moments particulièrement importants où de nombreuses espèces ont une activité augmentée (de migration, déplacement, recherche de partenaire sexuel, nourriture, chasse…), y compris dans l'eau pour des espèces relativement « primitives » telles que le plancton ou les escargots aquatiques.

## Définition relative
Certaines espèces peuvent avoir une activité nocturne à l'état de larves et diurne à l'état adulte (ou inversement). D'autres sont diurnes, mais dépendent totalement (pour leur nourriture, leur pollinisation, etc.) d’espèces nocturnes, ou inversement. Beaucoup d'espèces sont plutôt nocturnes, mais avec une activité plus marquée aux alentours du coucher et au lever du soleil. 
Il existe même des plantes des milieux arides (cactées) qui produisent de l'oxygène la nuit après avoir accumulé l'énergie solaire le jour, pour moins évaporer d'eau.
Quand on se rapproche du cercle polaire, la nuit n'est pas toujours noire et sa durée varie fortement : en hiver c'est la nuit polaire qui dure presque 6 mois dans le grand nord, et en été il fait clair à minuit. Les espèces polaires se sont adaptées à ce rythme.
La durée du jour influe sur de nombreux processus du vivant chez les espèces dites « diurnes ». De même, les espèces dites « nocturnes » sont sensibles aux rythmes saisonniers, et à la durée de la nuit, aux cycles lunaires et à la luminosité de la lune. La lumière du soleil reflétée par la lune qui peut par exemple inhiber ou au contraire exciter l'activité de certains animaux, y compris aquatiques ; en particulier, le rythme nycthéméral influe sur les migrations quotidiennes (déplacement horizontaux et/ou verticaux) et l'activité de nombreuses espèces planctoniques dont les daphnies et autres invertébrés aquatiques et organismes zooplanctoniques, et même des poissons.
Certaines espèces (dites lucifuges ou photophobes) fuient la lumière du soleil ou toute autre source de lumière. Elles peuvent néanmoins avoir une vie active aux horaires considérés comme diurnes, mais dans les cavernes, dans le Sol (pédologie), dans le bois mort ou sous les écorces, ou encore dans les grands fonds marins, où la lumière solaire ne pénètre pas. Et certaines d'entre elles fuient l'exposition directe à la lumière le jour, mais peuvent être attirées par une source lumineuse la nuit (papillons de nuit par exemple)

## Le champ de l'Environnement nocturne

Cette peinture japonaise (dHayami Gyoshu) illustre l'attirance souvent fatale du papillon nocturne pour la lumière.

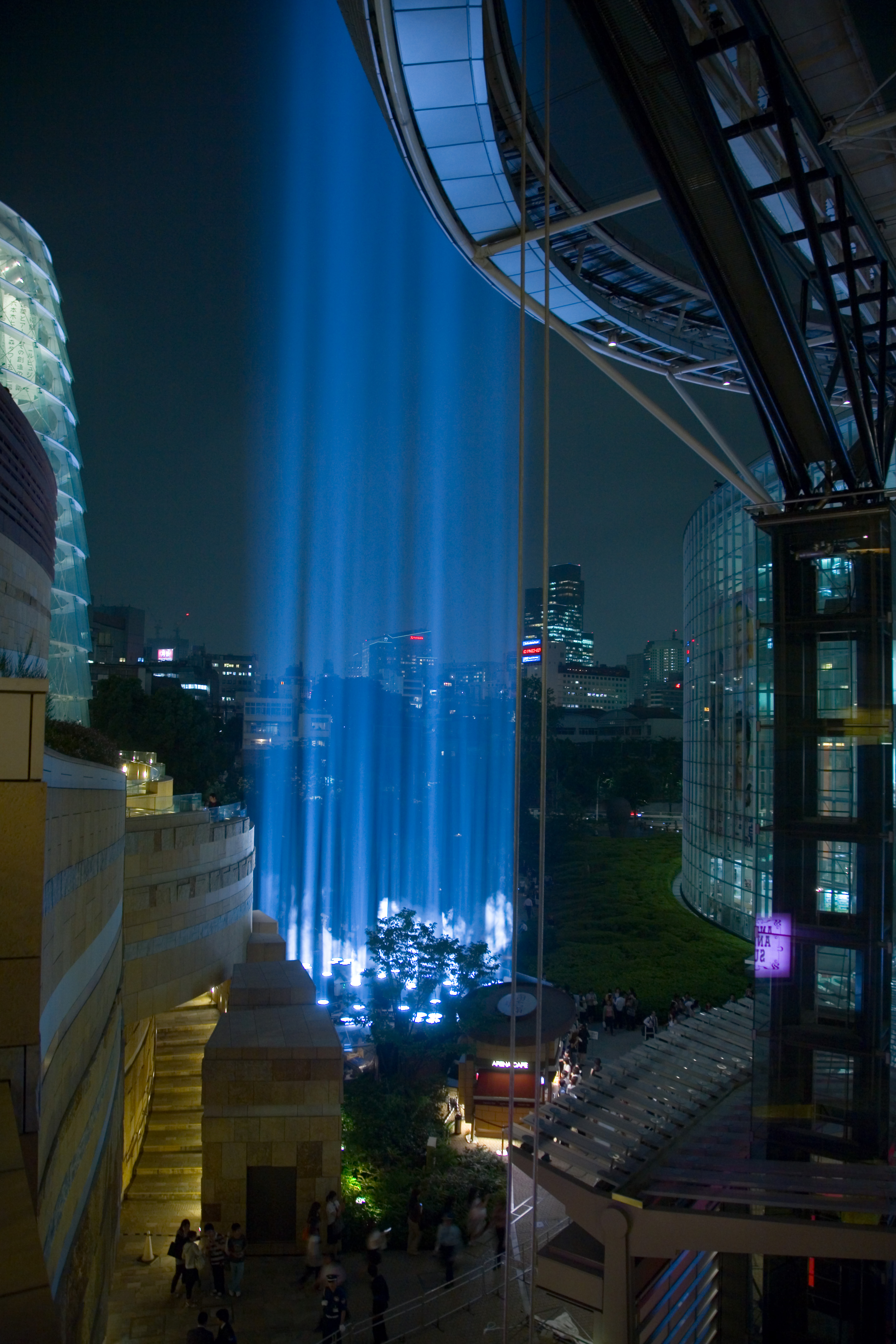
Faisceau de canons à lumière ; l'évènementiel justifie parfois une surenchère de technologie et de consommation d'énergie pour se rendre visible dans la nuit, et non pour des besoins d'éclairage.

La notion d'environnement nocturne intéresse tant l'écologue, que le géographe, l'urbaniste, l'éclairagiste, l'aménageur ou le sociologue, quand ils veulent s'inscrire dans le champ du développement soutenable, car l'environnement nocturne est de plus en plus limité par l'éclairage artificiel, lequel a des composantes socio-psychologiques ou économiques complexes et importantes. 
L'environnement nocturne reste un domaine peu exploré par la science.
Une de ses composantes est la santé humaine dans ses relations avec le rythme nycthéméral (jour-nuit).
De nombreuses espèces animales sont exclusivement nocturnes pour tout ou partie de leur cycle de développement. Pour ces espèces, on dit parfois que le noir (la « nocturnité » ; darkness pour les Anglo-Saxons) a presque valeur d’habitat, tant leur survie en dépend. De la même manière que certaines espèces sont xérophiles (ayant besoin d'un habitat sec), d'autres sont nocturnes. 
Selon les espèces ou leur stade de développement, et aussi selon le type d'organes de vision dont elles sont dotées, elles peuvent être plus ou moins sensibles à des longueurs d'onde différentes. Par exemple, une étude a montré que les grandes espèces de papillons sont surreprésentées parmi celles qui sont attirées par les lampes émettant dans les petites longueurs d'onde. Cette attraction fatale peut avoir des effets en cascade sur la biodiversité et le fonctionnement des écosystèmes, par exemple à cause de la pollinisation qu'ils n'effectuent plus ou les prédateurs qui ne trouvent plus que de petites proies là où ces papillons régressent. Les auteurs estiment que des lampes éclairant dans les grandes longueurs d'onde du spectre visible permettraient de diminuer l'impact de la pollution lumineuse sur ces espèces (et au-delà sur leurs prédateurs et niches écologiques).
La notion de « nuit environnementale » apparaît aussi chez ceux qui travaillent sur les impacts des nuisances et pollutions générées par les grands aéroports qui fonctionnent de nuit (Orly, Roissy en France, mais une centaine de régions seraient concernées en Europe).

## Exemples

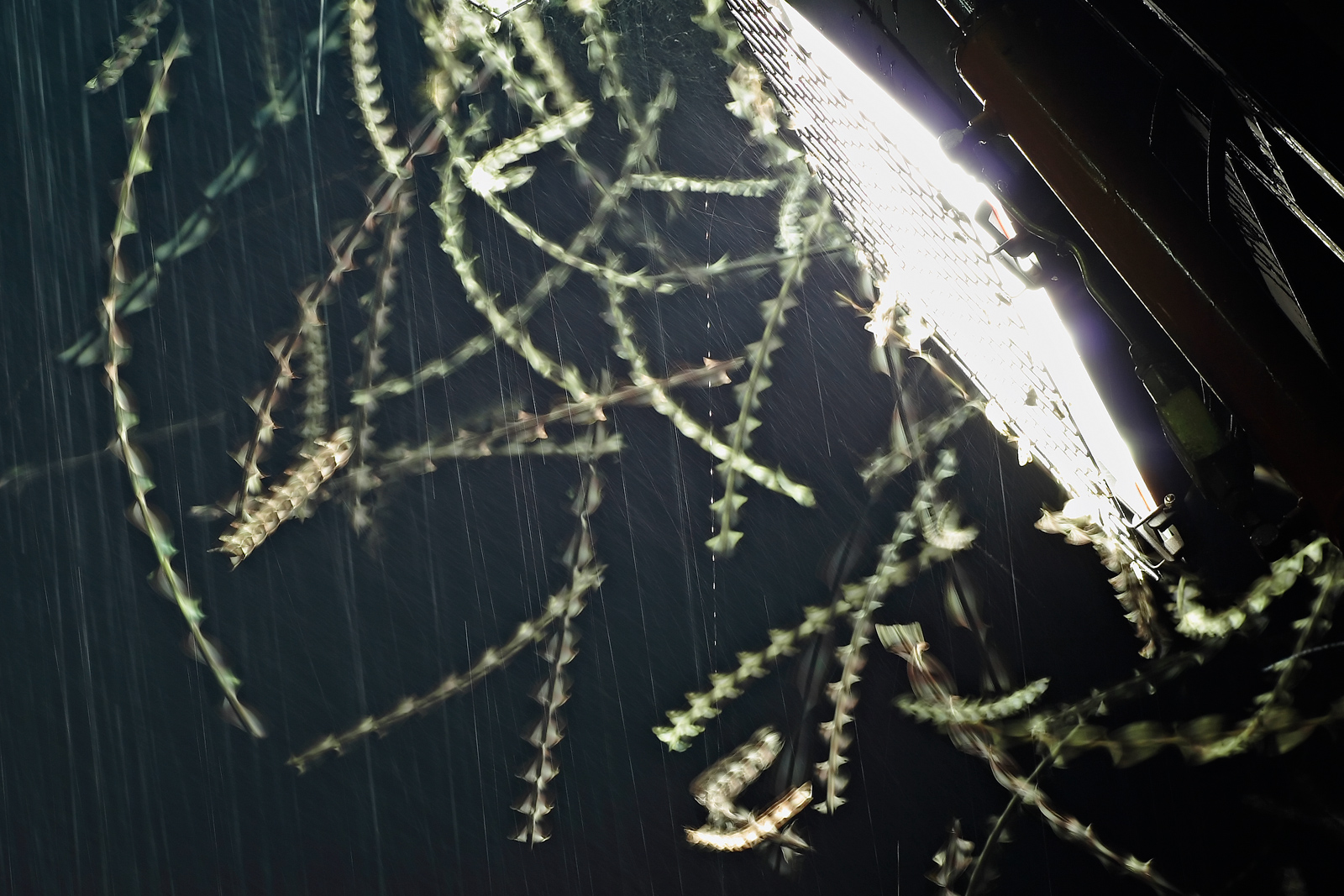
Papillons nocturnes attirés par une lampe halogène. La photo en pause courte montre les battements d'ailes et trajectoires.

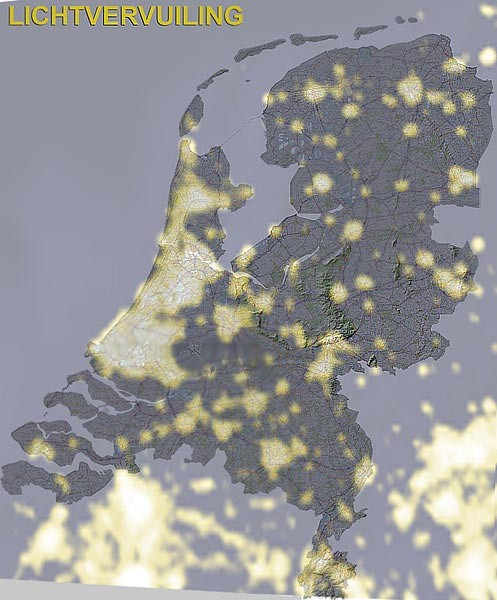
Mappage des halos lumineux vus de satellite (NOAA/NASA) sur la carte des Pays-Bas. Ce type de carte permet de mieux tenir compte du contexte en matière d'environnement nocturne

- Certaines espèces réputées plutôt diurnes peuvent, à certaines époques ou saisons, avoir une intense activité nocturne. Par exemple, en Amérique du Nord, une grande partie des protéines consommées par les ours vient des saumons capturés lorsqu'ils remontent les cours d'eau. Contre toute attente, on a récemment montré que le nombre de saumons capturés par les ours la nuit est un peu plus élevé que celui des saumons capturés le jour[6].
- Les chauve-souris ont toutes une activité essentiellement nocturne. La plupart des espèces sont ou semblent négativement affectées par l'éclairage artificiel[7].
- L'alimentation et la prise de boisson des rats de laboratoire sont perturbées par une augmentation de l'intensité de l'éclairage des cages[8], et la perturbation du rythme circadien (par privation de lumière ou éclairage artificiel constant ou exacerbé) et un des facteurs ulcérogènes (ulcère de l'estomac) de stress chez le rat (« ulcère expérimental de contrainte »)[9], et facteur de modification de l'acidité naturelle de l'estomac (pouvant ainsi chez l'Homme induire des remontées acides du milieu de la nuit au matin[10].
- De nombreux amphibiens des zones tropicales ont une intense activité nocturne, mais même ceux qui ont une activité diurne peuvent se montrer perturbés et menacés par certaines formes d'éclairage artificiel (c'est un des aspects de la pollution lumineuse).
- Dans le monde, les papillons nocturnes sont bien plus nombreux que les papillons diurnes ; mais ils sont bien moins connus.
- Les champignons ont un rythme circadien, qui contrôle par exemple l'émission des spores (la disparition de la lumière ou d'une certaine longueur d'onde suffit à libérer les spores). Le mécanisme biomoléculaire en est encore mal compris, mais il est étudié, à partir du champignon pathogène pour l'agriculture Neurospora crassa ou Magnaporthe grisea (pathogène du riz), avec l'idée de découvrir un nouveau moyen de contrôler certains pathogènes en modifiant leur horloge interne. En éclairant le champignon à un moment critique, on pourrait bloquer sa bonne reproduction, comme on a constaté qu'en labourant un champ dans le noir 80 % des graines d'adventice ne germaient pas si elles n'étaient pas éclairées dans les 4 h après leur exposition à l'air.
- Les jeunes tortues marines émergent de leurs œufs puis de leurs nids peuvent être détournées de la mer par une source lumineuse proche[11].

Les systèmes écologiques qui se sont adaptés depuis « la nuit des temps évolutifs » à l'Environnement nocturne, souterrain ou des grandes profondeurs marines sont caractérisés par la présence d'espèces animales qui ont développé des organes des sens nouveaux (ex. : écholocation des chauve-souris, cétacés) ou qui ont surdéveloppé certains organes (yeux plus grands, rétine surdéveloppée, organes de l'ouïe et de l'odorat plus développés, capacité à percevoir les infra-rouges, ou les vibrations du sol...). Ces espèces peuvent être affectées par la pollution lumineuse, mais aussi par certains sons qui peuvent interférer avec l'écholocation, la communication interindividuelle ou la détection auditive des proies, certaines odeurs ou leurres hormonaux...

### Galerie illustrative

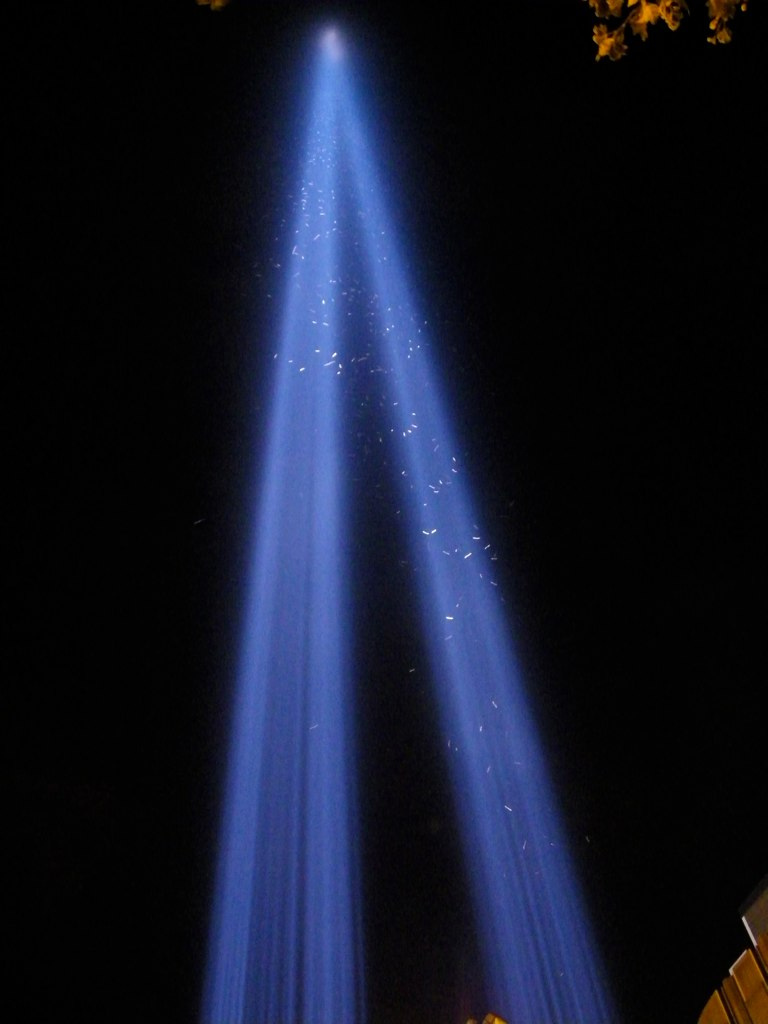
Durant les migrations aviaires, des canons à lumière (ici ceux du mémorial du World Trade Center) peuvent attirer et piéger dans leur faisceau de nombreux oiseaux (ici probablement en migration automnale nord → sud).
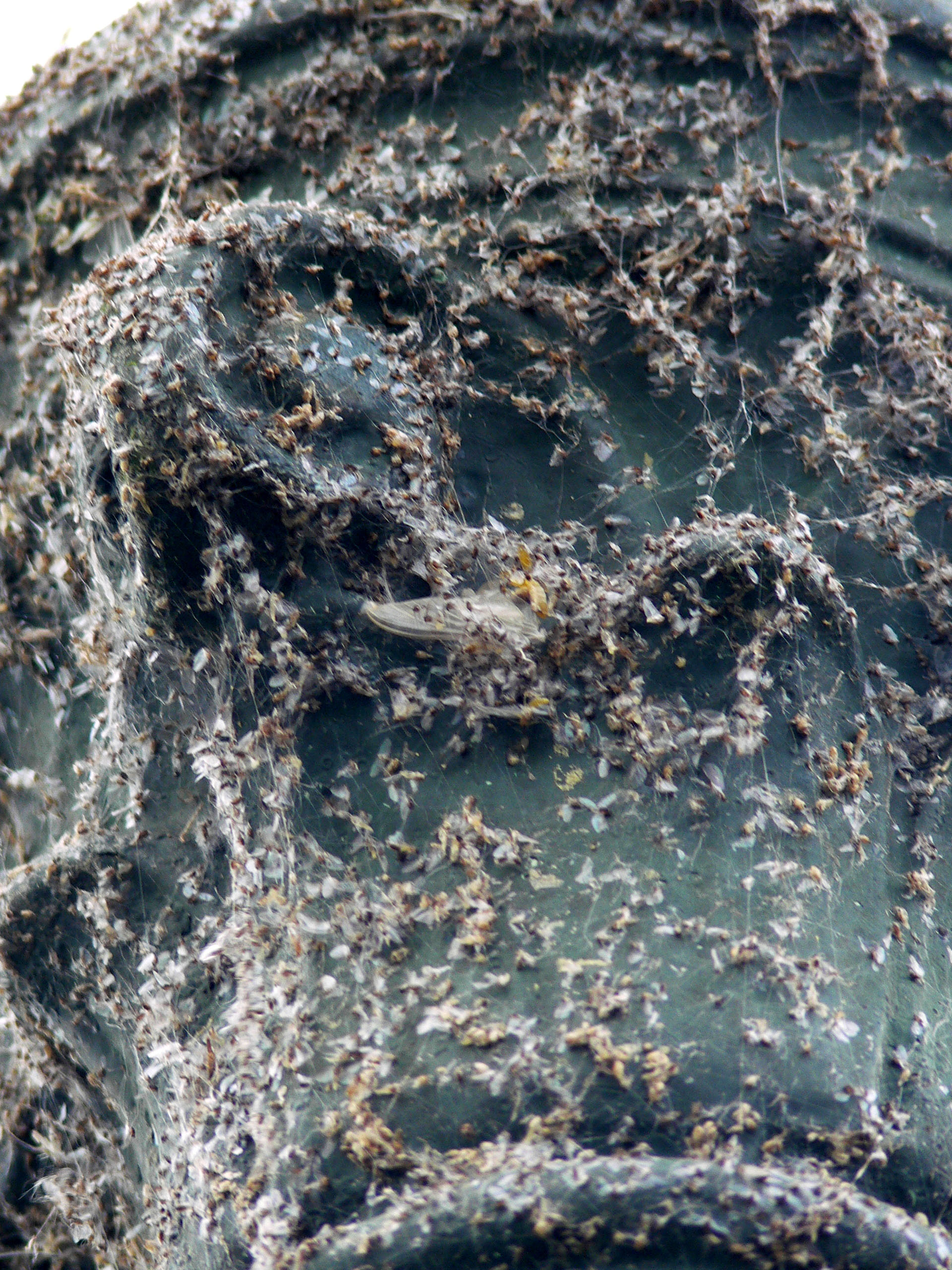
Diverses espèces d'insectes piégés par des araignées après y avoir été attirés dans leur toile par la lumière (Pont-canal de Briare).

### Sur Google Earth
Une simulation de la terre vue de nuit est disponible via la dernière version de Google Earth, en cochant après l'avoir  téléchargée ou activée, dans « données géographiques » (bandeau de gauche), dans la rubrique Galerie, sous rubrique-Nasa, la case « Lumières des villes de la terre », puis en cochant à nouveau « Lumières des villes de la terre »).

### En France
- Décret no 2011-831 du 12 juillet 2011 relatif à la prévention et à la limitation des nuisances lumineuses ; et document explicatif du ministère de l'écologie (2013) : À partir du 1er juillet 2013, les bureaux, façades et bâtiments économisent leur électricité.* Article L110-2 En savoir plus sur cet article...

- L'art 5 de la LOI n°2016-1087 du 8 août 2016 modifie le Code de l'environnement en y précisant la définition de l'environnement :

« Les lois et règlements organisent le droit de chacun à un environnement sain. Ils contribuent à assurer un équilibre harmonieux entre les zones urbaines et les zones rurales ainsi que la préservation et l'utilisation durable des continuités écologiques. Il est du devoir de chacun de veiller à la sauvegarde et de contribuer à la protection de l'environnement, y compris nocturne ». Il précise en outre dans son 1er principe général et  introductif : « I. - Les espaces, ressources et milieux naturels terrestres et marins, les sites, les paysages diurnes et nocturnes, la qualité de l'air, les êtres vivants et la biodiversité font partie du patrimoine commun de la nation. Ce patrimoine génère des services écosystémiques et des valeurs d'usage »